# The McCoys
I The McCoys sono stati un gruppo musicale statunitense originario di Union City (Indiana) e attivo dal 1962 al 1969.

## Membri del gruppo
- Rick Derringer (Zehringer)
- Randy Z (Zehringer)
- Ronnie Brandon
- Randy Jo Hobbs
- Bobby Peterson

## Discografia
Album
- 1965 - Hang On Sloopy
- 1966 - You Make Me Feel So Good
- 1968 - Infinite McCoys
- 1969 - Human Ball
- 1976 - Glass Derringer

Singoli (lista parziale)
- 1965 - Hang On Sloopy
- 1965 - Fever
- 1966 - Come On, Let's Go